# Euskal Bizikleta 2003
La Euskal Bizikleta 2003, trentaquattresima edizione della corsa, si svolse in cinque tappe dal 4 all'8 giugno 2003, per un percorso totale di 753,1 km. Fu vinta dallo spagnolo José Antonio Pecharromán che terminò in 19h06'56". La gara era classificata di categoria 2.1.

## Tappe
| Tappa  | Data     | Percorso                               | km    | Vincitore di tappa       | Leader cl. generale      |
| ------ | -------- | -------------------------------------- | ----- | ------------------------ | ------------------------ |
| 1ª     | 4 giugno | Eibar > Ispaster                       | 146,5 | David Etxebarria         | David Etxebarria         |
| 2ª     | 5 giugno | Ispaster > Aizarnazabal                | 167,2 | José Antonio Pecharromán | José Antonio Pecharromán |
| 3ª     | 6 giugno | Aizarnazabal > Santuario Virgen de Oro | 187,6 | José Antonio Pecharromán | José Pecharroman         |
| 4ª-1ª  | 7 giugno | Mungia > Deba-Itziar                   | 87,4  | Francesco Casagrande     | José Antonio Pecharromán |
| 4ª-2ª  | 7 giugno | Deba > Deba (cr. ind.)                 | 16,5  | José Antonio Pecharromán | José Antonio Pecharromán |
| 5ª     | 8 giugno | Iurreta > Arrate                       | 147,9 | Joseba Beloki            | José Antonio Pecharromán |
| Totale | Totale   | Totale                                 | 753,1 |                          |                          |

## Squadre e corridori partecipanti
Le 17 squadre partecipanti alla gara furono:
| N.    | Cod. | Squadra                          |
| ----- | ---- | -------------------------------- |
| 1-8   | ONC  | ONCE-Eroski                      |
| 11-18 | LAM  | Lampre                           |
| 21-28 | EUS  | Euskaltel-Euskadi                |
| 31-38 | COF  | Cofidis, le Crédit par Téléphone |
| 41-48 | BAN  | iBanesto.com                     |
| 51-58 | ALM  | Paternina-Costa De Almeria       |
| 61-68 | MIL  | Milaneza-MSS                     |
| 71-78 | KEL  | Kelme-Costa Blanca               |

| N.      | Cod. | Squadra                   |
| ------- | ---- | ------------------------- |
| 81-88   | DVE  | Domina Vacanze-Elitron    |
| 91-98   | VIN  | Vini Caldirola-Sidermec   |
| 101-108 | L2C  | Labarca 2-Cafe Baque      |
| 111-118 | TEL  | Team Telekom              |
| 121-128 | RAB  | Rabobank                  |
| 131-138 | CRF  | Colchon Relax-Fuenlabrada |
| 141-148 | MER  | Mercatone Uno-Scanavino   |
| 151-158 | MAR  | Marlux-Wincor Nixdorf     |

## Dettagli delle tappe

### 1ª tappa
- 4 giugno: Eibar > Ispaster – 146,5 km

Risultati
| Pos. | Corridore            | Squadra        | Tempo    |
| ---- | -------------------- | -------------- | -------- |
| 1    | David Etxebarria     | Euskaltel      | 3h39'39" |
| 2    | David De La Fuente   | Vini Caldirola | s.t.     |
| 3    | Francesco Casagrande | Lampre         | s.t.     |

| Pos. | Corridore            | Squadra        | Tempo    |
| ---- | -------------------- | -------------- | -------- |
| 1    | David Etxebarria     | Euskaltel      | 3h39'39" |
| 2    | David De La Fuente   | Vini Caldirola | s.t.     |
| 3    | Francesco Casagrande | Lampre         | s.t.     |

### 2ª tappa
- 5 giugno: Ispaster > Aizarnazabal – 167,2 km

Risultati
| Pos. | Corridore                | Squadra        | Tempo    |
| ---- | ------------------------ | -------------- | -------- |
| 1    | José Antonio Pecharromán | Almeria        | 4h15'44" |
| 2    | David De La Fuente       | Vini Caldirola | a 57"    |
| 3    | Francesco Casagrande     | Lampre         | s.t.     |

| Pos. | Corridore                | Squadra        | Tempo    |
| ---- | ------------------------ | -------------- | -------- |
| 1    | José Antonio Pecharromán | Almeria        | 7h55'44" |
| 2    | David De La Fuente       | Vini Caldirola | a 36"    |
| 3    | Francesco Casagrande     | Lampre         | s.t.     |

### 3ª tappa
- 6 giugno: Aizarnazabal > Santuario Virgen de Oro – 187,6 km

Risultati
| Pos. | Corridore                      | Squadra     | Tempo    |
| ---- | ------------------------------ | ----------- | -------- |
| 1    | José Antonio Pecharromán       | Almeria     | 4h47'24" |
| 2    | Miguel Ángel Martín Perdiguero | Domina Vac. | a 8"     |
| 3    | Francesco Casagrande           | Lampre      | s.t.     |

| Pos. | Corridore                | Squadra     | Tempo     |
| ---- | ------------------------ | ----------- | --------- |
| 1    | José Antonio Pecharromán | Almeria     | 12h43'08" |
| 2    | Francesco Casagrande     | Lampre      | a 44"     |
| 3    | Joseba Beloki            | ONCE-Eroski | s.t.      |

### 4ª tappa-1ª semitappa
- 7 giugno: Mungia > Deba-Itziar – 87,4 km

Risultati
| Pos. | Corridore            | Squadra      | Tempo    |
| ---- | -------------------- | ------------ | -------- |
| 1    | Francesco Casagrande | Lampre       | 1h53'44" |
| 2    | David Etxebarria     | Euskaltel    | a 2"     |
| 3    | Leonardo Piepoli     | iBanesto.com | s.t.     |

| Pos. | Corridore                | Squadra     | Tempo     |
| ---- | ------------------------ | ----------- | --------- |
| 1    | José Antonio Pecharromán | Almeria     | 14h36'54" |
| 2    | Francesco Casagrande     | Lampre      | a 42"     |
| 3    | Joseba Beloki            | ONCE-Eroski | a 48"     |

### 4ª tappa-2ª semitappa
- 7 giugno: Deba > Deba – Cronometro individuale – 16,5 km

Risultati
| Pos. | Corridore                | Squadra     | Tempo  |
| ---- | ------------------------ | ----------- | ------ |
| 1    | José Antonio Pecharromán | Almeria     | 23'09" |
| 2    | Joseba Beloki            | ONCE-Eroski | a 17"  |
| 3    | Haimar Zubeldia          | Euskaltel   | a 20"  |

| Pos. | Corridore                | Squadra     | Tempo     |
| ---- | ------------------------ | ----------- | --------- |
| 1    | José Antonio Pecharromán | Almeria     | 15h00'03" |
| 2    | Joseba Beloki            | ONCE-Eroski | a 1'05"   |
| 3    | Francesco Casagrande     | Lampre      | a 1'26"   |

### 5ª tappa
- 8 giugno: Iurreta > Arrate – 147,9 km

Risultati
| Pos. | Corridore            | Squadra     | Tempo    |
| ---- | -------------------- | ----------- | -------- |
| 1    | Joseba Beloki        | ONCE-Eroski | 4h06'49" |
| 2    | Haimar Zubeldia      | Euskaltel   | s.t.     |
| 3    | Francesco Casagrande | Lampre      | s.t.     |

| Pos. | Corridore                | Squadra     | Tempo     |
| ---- | ------------------------ | ----------- | --------- |
| 1    | José Antonio Pecharromán | Almeria     | 19h06'56" |
| 2    | Joseba Beloki            | ONCE-Eroski | a 1'01"   |
| 3    | Francesco Casagrande     | Lampre      | a 1'22"   |

## Evoluzione delle classifiche
| Tappa              | Vincitore                | Classifica generale      | Classifica a punti       | Classifica scalatori | Classifica mete volanti | Classifica a squadre       |
| ------------------ | ------------------------ | ------------------------ | ------------------------ | -------------------- | ----------------------- | -------------------------- |
| 1ª                 | David Etxebarria         | David Etxebarria         | David Etxebarria         | José Luis Arrieta    | Íñigo Cuesta            | Lampre                     |
| 2ª                 | José Antonio Pecharromán | José Antonio Pecharromán | David De La Fuente       | José Luis Arrieta    | Íñigo Cuesta            | Paternina-Costa de Almeria |
| 3ª                 | José Antonio Pecharromán | José Antonio Pecharromán | José Antonio Pecharromán | José Luis Arrieta    | Íñigo Cuesta            | Euskaltel-Euskadi          |
| 4ª-1ª              | Francesco Casagrande     | José Antonio Pecharromán | Francesco Casagrande     | José Luis Arrieta    | Íñigo Cuesta            | Euskaltel-Euskadi          |
| 4ª-2ª              | José Antonio Pecharromán | José Antonio Pecharromán | José Antonio Pecharromán | José Luis Arrieta    | Íñigo Cuesta            | Euskaltel-Euskadi          |
| 5ª                 | Joseba Beloki            | José Antonio Pecharromán | Jon Odriozola            |                      | Íñigo Cuesta            | Euskaltel-Euskadi          |
| Classifiche finali | Classifiche finali       | José Antonio Pecharromán | José Antonio Pecharromán | Jon Odriozola        | Íñigo Cuesta            | Euskaltel-Euskadi          |

## Classifiche finali

### Classifica generale
| Pos. | Corridore                | Squadra      | Tempo     |
| ---- | ------------------------ | ------------ | --------- |
| 1    | José Antonio Pecharromán | Almeria      | 19h06'56" |
| 2    | Joseba Beloki            | ONCE-Eroski  | a 1'01"   |
| 3    | Francesco Casagrande     | Lampre       | a 1'22"   |
| 4    | Haimar Zubeldia          | Euskaltel    | a 1'23"   |
| 5    | Roberto Laiseka          | Euskaltel    | a 2'31"   |
| 6    | Aitor Kintana            | Labarca      | a 2'35"   |
| 7    | Leonardo Piepoli         | iBanesto.com | a 2'53"   |
| 8    | Giuseppe Guerini         | Telekom      | a 3'41"   |
| 9    | José Luis Arrieta        | iBanesto.com | a 3'47"   |
| 10   | Gustavo Otero            | Labarca      | a 3'59"   |

### Classifica a punti
| Pos. | Corridore                | Squadra     | Punti |
| ---- | ------------------------ | ----------- | ----- |
| 1    | Joseba Beloki            | ONCE-Eroski | 25    |
| 2    | Haimar Zubeldia          | Euskaltel   | 20    |
| 3    | Francesco Casagrande     | Lampre      | 16    |
| 4    | José Antonio Pecharromán | Almeria     | 14    |
| 5    | Roberto Laiseka          | Euskaltel   | 13    |

### Classifica scalatori
| Pos. | Corridore                | Squadra      | Punti |
| ---- | ------------------------ | ------------ | ----- |
| 1    | Jon Odriozola            | iBanesto.com | 35    |
| 2    | David Etxebarria         | Euskaltel    | 30    |
| 3    | José Antonio Pecharromán | Almeria      | 28    |
| 4    | José Luis Arrieta        | iBanesto.com | 19    |
| 5    | Francesco Casagrande     | Lampre       | 16    |

### Classifica mete volanti
| Pos. | Corridore        | Squadra      | Punti |
| ---- | ---------------- | ------------ | ----- |
| 1    | Íñigo Cuesta     | Cofidis      | 7     |
| 2    | David Etxebarria | Euskaltel    | 5     |
| 3    | Jon Odriozola    | iBanesto.com | 5     |
| 4    | David Latasa     | Kelme        | 5     |
| 5    | Mathew Hayman    | Rabobank     | 3     |